# أدينا بار شالوم
أدينا بار شالوم (بالعبرية: עדינה בר-שלום‏) (5 يناير 1945) هي تربوية وكاتبة أعمدة وناشطة اجتماعية إسرائيلية. وهي مؤسسة أول كلية للطلاب الحريديم في القدس، وأمضت سنوات في العمل للتغلب على التمييز بين الجنسين في المجتمع اليهودي الأرثوذكسي.
حصلت على جائزة إسرائيل للإنجازات مدى الحياة والمساهمة الخاصة للمجتمع في عام 2014.  

## حياته
أدينا يوسف (بار شالوم) ولدت في القدس، وهي الابنة الكبرى للحاخام عوفاديا يوسف. عاشت في القاهرة في مصر من سن 3 إلى 6 سنوات، حيث شغل والدها منصب نائب الحاخام الأكبر.
في الثامنة عشرة من عمرها، تزوجت من الحاخام عزرا بار شالوم. في عام 1975، بدأت دراسة تصميم الأزياء في كلية شنكار للهندسة والتصميم، بعد أن عارض زوجها ووالدها خططها لدراسة علم النفس في الجامعة.
في عام 2001، وبموافقة والدها، أسست بار شالوم الكلية الحريدية في القدس [الإنجليزية]، وهي أول مؤسسة للتعليم العالي في تلك المدينة مصممة للقطاع الحريدي.  يتم توفير برامج ودرجات الكلية من قبل المؤسسات الأكاديمية الإسرائيلية مثل جامعة بن غوريون في النقب، جامعة بار إيلان وغيرها، ولكن الدراسة تتم في بيئة مفصولة بشكل صارم بين الجنسين، مع جداول وترتيبات رعاية الأطفال لتمكين الطلاب من دعم التوقعات الحريدية التقليدية لدراسة التوراة للرجال والأمومة للنساء. 

## النشاط السياسي والاجتماعي
انخرطت بار شالوم في السياسة كعضو في مجموعة تافنيت الاحتجاجية الاجتماعية، بقيادة عوزي ديان، لكنها تركتها عندما تطورت الحركة إلى حزب سياسي وخاض انتخابات الكنيست عام 2006 (على الرغم من فشله في تجاوز العتبة). ثم أسست منتدى للحوار بين اليهود المتدينين والعلمانيين في إسرائيل. في صيف عام 2011، عملت في لجنة سبيفاك يونا لمعالجة عدم المساواة الاجتماعية.
في أوائل أبريل 2011، وقعت على عريضة تطالب بالانسحاب من مرتفعات الجولان وإنشاء دولة فلسطينية عاصمتها القدس الشرقية على حدود عام 1967.  وفي عام 2012، شاركت في لقاء حظي بتغطية إعلامية واسعة النطاق مع محمود عباس رئيس السلطة الفلسطينية.  
تتحدث بار شالوم بانتظام عن أهمية تعليم المرأة وعملها، وفي عام 2013 دعمت حزبًا سياسيًا نسائيًا فقط في بلدة إلعاد الحريدية.  بالإضافة إلى ذلك، في أوائل عام 2014، فكرت في محاولة لتصبح رئيسة إسرائيل.  في مارس 2014، كتبت بار شالوم أن الثورة النسوية الحريدية موجودة بالفعل، وكتبت أن "القطار غادر المحطة".
ودعمت بار شالوم حزب شاس السياسي الذي أسسه والدها، وفي عام 2014 أسست وقادت لجنة المرأة فيه.  لكن في عام 2018، انفصلت عن حزب شاس وأسست حزبًا جديدًا، "أخي إسرائيلي"، لخوض الانتخابات الإسرائيلية لعام 2019 .  انسحب أخي إسرائيلي قبل الانتخابات، وأيدت بار شالوم حزب كولانو بزعامة موشيه كحلون. 

## جوائز
في ديسمبر 2012، تم تكريمها بلقب "فارس حكومة الجودة" من قبل حركة الحكومة الجيدة في إسرائيل. في عام 2013، تم اختيار بار شالوم من قبل مجلة ناشيم، وهي جزء من صحيفة ماكور ريشون كواحدة من أكثر عشرين امرأة متدينة تأثيرًا في إسرائيل. في أبريل 2013، حصلت على الدكتوراه الفخرية من جامعة بن غوريون في النقب.